# Dentifibula marikovskajae
Dentifibula marikovskajae är en tvåvingeart som beskrevs av Fedotova och Vasily S. Sidorenko 2004. Dentifibula marikovskajae ingår i släktet Dentifibula och familjen gallmyggor. Inga underarter finns listade i Catalogue of Life.